# Vreed en Hoop
Vreed en Hoop (niederländisch Friede und Hoffnung) ist eine Gemeinde mit etwa 3000 Einwohnern in der Provinz Essequibo Islands-West Demerara in Guyana. Vreed en Hoop ist das administrative Zentrum der Region Essequibo Islands-West Demerara. Es gibt regelmäßige Fährverbindungen nach Georgetown.

## Geographie und Ortsteile
Vreed en Hoop liegt an der Mündung des Demerara-Flusses. Vreed en Hoop schließt kleinere Gemeinden, etwa Malgre Tout, Versailles, Klein Pouderoyen, New Road, Plantain Walk und Coglan Bush mit ein.

## Geschichte
Der Ort entstand aus einer Kaffeeplantage, die im 18. Jahrhundert in der niederländischen Kolonie Demerara angelegt worden war.

## Wirtschaft
Die auf einer mehrere Quadratkilometer großen künstlichen Insel vor der Stadt gelegene Vreed-en-hoop Shorebase befindet ich im Bau.

## Söhne und Töchter der Gemeinde
- Mohamed Shahabuddeen (1931–2018), Jurist, Politiker und Richter an internationalen Gerichtshöfen